# Campionati europei di atletica leggera 2012 - 10000 metri piani femminili
La competizione si è svolta il 1º luglio 2012.

## Podio
| #       | Atleta          | Nazionalità | Tempo    | Note |
| ------- | --------------- | ----------- | -------- | ---- |
| Oro     | Ana Dulce Félix | Portogallo  | 31'44"75 |      |
| Argento | Joanne Pavey    | Regno Unito | 31'49"03 |      |
| Bronzo  | Olha Skrypak    | Ucraina     | 31'51"32 | NUR  |

## Record
Prima di questa competizione, il record del mondo (RM), il record europeo (EU) ed il record dei campionati (RC) sono i seguenti:
| Record                | Prestazione | Atleta                      | Data                                      | Competizione            |
| --------------------- | ----------- | --------------------------- | ----------------------------------------- | ----------------------- |
| Record mondiale       | 29'31"78    | Wang Junxia Cina            | 8 settembre 1993 Pechino, Cina            |                         |
| Record europeo        | 29'56"34    | Elvan Abeylegesse Turchia   | 15 agosto 2008 Pechino, Cina              |                         |
| Record dei campionati | 30'01"09    | Paula Radcliffe Regno Unito | 8 agosto 2002 Monaco di Baviera, Germania | Campionati europei 2002 |

## Programma
| Date           | Time  | Round |
| -------------- | ----- | ----- |
| 28 giugno 2012 | 17:35 | Final |

## Risultati

### Finale
| Pos     | Nome                    | Nazionalità | Tempo    | Note |
| ------- | ----------------------- | ----------- | -------- | ---- |
| Oro     | Ana Dulce Félix         | Portogallo  | 31:44.75 |      |
| Argento | Joanne Pavey            | Regno Unito | 31:49.03 |      |
| Bronzo  | Olha Skrypak            | Ucraina     | 31:51.32 | NUR  |
| 4       | Fionnuala Britton       | Irlanda     | 32:05.54 |      |
| 5       | Sabrina Mockenhaupt     | Germania    | 32:16.55 |      |
| 6       | Charlotte Purdue        | Regno Unito | 32:28.46 |      |
| 7       | Ana Dias                | Portogallo  | 32:35.82 |      |
| 8       | Elena Romagnolo         | Italia      | 32:42.31 |      |
| 9       | Gemma Steel             | Regno Unito | 32:46.32 |      |
| 10      | Leonor Carneiro         | Portogallo  | 33:05.92 | PB   |
| 11      | Lidia Rodríguez         | Spagna      | 33:09.53 |      |
| 12      | Tetyana Holovchenko     | Ucraina     | 33:18.15 |      |
| 13      | Marta Silvestre         | Spagna      | 34:21.24 |      |
| 14      | Patricia Morceli Bühler | Italia      | 34:24.82 |      |
|         | Nadia Ejjafini          | Italia      | DNF      |      |
|         | Krisztina Papp          | Ungheria    | DNF      |      |